# Swinfen
Swinfen – wieś w Anglii, w hrabstwie Staffordshire, w dystrykcie Lichfield. Leży 27 km na południowy wschód od miasta Stafford i 172 km na północny zachód od Londynu.